# Silometopoides asiaticus
Silometopoides asiaticus är en spindelart som först beskrevs av Kirill Yeskov 1995.  Silometopoides asiaticus ingår i släktet Silometopoides och familjen täckvävarspindlar.
Artens utbredningsområde är Kazakstan. Inga underarter finns listade i Catalogue of Life.